# Яновський Віктор Феофілович
Ві́ктор Феофі́лович Яно́вський (*20(8) липня 1891, Київ — ? після 1937, ГУЛАГ СРСР, Соль-Ілецьк) — український правник-міжнародник. Син лікаря-терапевта, академіка Феофіла Яновського, батько лікаря-кардіолога, професора Георгія Яновського.

## Життєпис
Народився в сім'ї терапевта Феофіла Яновського та Ганни Вікторівни Григорович-Барської, праправнучки Івана Григоровича Григоровича-Барського.
Закінчив 1913 юридичний факультет Київського університету і був залишений при ньому професорським стипендіатом кафедри державного права. За твір «Критичний огляд виборчих законів Росії» був удостоєний золотої медалі університету. 1918 став приват-доцентом. 1919 обраний асистентом кафедри державного права Київського комерційного інституту і приват-доцентом Київського юридичного інституту, але незабаром виїхав до Криму, де працював приват-доцентом у Севастопольському юридичному інституті (1919–1920) і Таврійському університеті в Сімферополі (1920–1921).
Від жовтня 1921 до жовтня 1930 викладав курси міжнародного права, адміністративної юстиції та історії політичних вчень у Київському інституті народного господарства. Водночас (1922–1924) читав лекції з державного, міжнародного і конституційного права в Інституті зовнішніх зносин, працював секретарем юридичного відділу Цукротресту. З 1925 — штатний професор Київського інституту народного господарства та професор Київського торгово-промислового технікуму. Професор Київського інституту народного господарства, член Комісії вивчення звичаєвого права при ВУАН.
З 1926 — постійний нештатний співробітник Комісії для вивчання звичаєвого права України ВУАН. Співпрацював з Комісією для вивчання фінансових і банківських питань. Після припинення діяльності академічних правових установ працював (з 1934) юрисконсультом Київського центрального телеграфу та інших установ. Публікував статті й огляди з міжнародного і торгового права в журналі «Україна» та інших виданнях.
Досліджував архівні матеріали з історії сільських і волосних органів Київщини, готував до видання програму для збирання матеріалів звичаєвого права з питань сільського самоврядування. Водночас опублікував в академічних та інших виданнях низку статей з актуальних питань міжнародного права.
У червні 1938 Віктора Яновського арештували «за підозрою у шпигунстві»; в квітні 1939 засудили на 10 років позбавлення волі. Помер у в'язниці. Реабілітований посмертно.

## Основні праці
- 1923 — «Огляд новітньої літератури по Конституції Німеччини»,
- 1924 — «Про організацію і діяльність Постійної Міжнародної Судової Палати»,
- 1925 — «Новітні праці німецького державного права»,
- 1926 — «Умова найбільшого сприяння в післявоєнних торговельних договорах Західної Європи»,
- 1927 — «Нові консульські конвенції СРСР»,
- 1928 — «З історії місцевого управління на селі після Лютневої революції 1917 р.»,
- 1929 — «Конвенційні тарифи СРСР».